# ニュージーランドの競馬
ニュージーランドの競馬（ニュージーランドのけいば）では、ニュージーランドにおける競馬について概説する。

## 特徴

### 文化と馬産
ニュージーランドは南半球にあるため、北半球とは夏冬が逆転している。そのため、8月1日から7月31日までが1つのシーズンとされる。一つのシーズンが年をまたぐため、一般に「2012/2013シーズン」のように表現し、各種統計はこの単位で集計される場合が多い。また、競走馬は8月1日になると1歳馬齢を加算する。北半球とは種付時期が半年ずれることを利用し、北半球と南半球を行ったり来たりして年に2回種付を行うシャトル種牡馬も盛んである。
サラブレッドの生産頭数は約4500頭。馬産の中心地は北島のワイカトである。サートリストラムやザビールを繋養したケンブリッジ牧場が有名である。

### 運営と競馬場

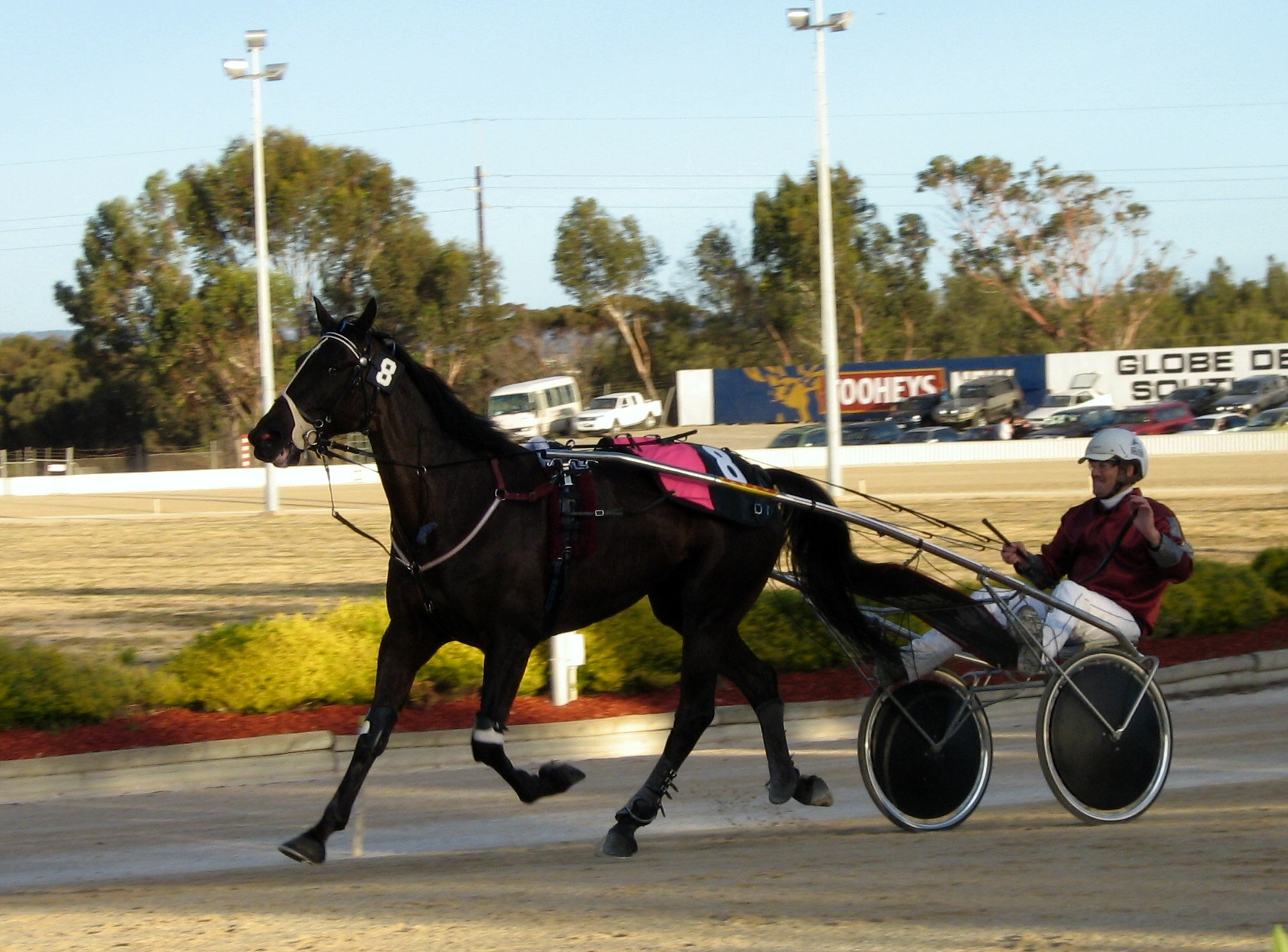
ニュージーランドで盛んな繋駕速歩競馬

駆歩競馬を行う平地競馬場は「Racecourse（本項では『競馬場』とする）」と呼ばれる。ニュージーランドを代表する3つの平地競馬場は、首都ウェリントンのトレンサム競馬場、最大の都市オークランドのエラズリー競馬場、南島最大の都市クライストチャーチのリカルトンパーク競馬場の3場である。このほか各地に競馬場がある。
競馬の開催は各地のレーシングクラブ（競馬会）が行う。レーシングクラブの会員になるには、（クラブごとの差異はあるが）概ね数十NZドルから数百NZドルの年会費を支払う。国内の主要な団体は、ウェリントン競馬会（WRC、トレンサム競馬場で開催）、オークランドサラブレッドレーシング（ATR、エラズリー競馬場で開催）と、クライストチャーチのカンタベリージョッキークラブ（CJC、リカルトンパーク競馬場で開催）の3団体である。日本の4分の3の国土面積ながら全国各地に60の競馬会があるが、年間1開催しか行わないものや、経営難から事実上休止している競馬会もある。これらを含め、国内の平地競走はニュージーランド・サラブレッド・レーシング（NZTR）が統轄している。
ハンデ戦が多く、オーストラリアとの競走馬の往来も多い。
このほか、南島を中心にした繋駕速歩競走を行う競馬場は「Raceway（本項では『繋駕競走場』とする）」と呼ばれ、団体やNZTRなどがニュージーランドレーシングボード（NZRB）を作っている。

### 競走の種類
競馬の黎明期には、ギャロウェー種、ハクニー種、など様々な品種のウマによる混合競走が行われたが、1860年に初めてサラブレッドだけの平地競馬が行われるようになった。サラブレッドは1840年代からイギリス、オーストラリア、南アメリカなどから輸入された。

#### 平地競走（駆歩競走）
隣国オーストラリアと同様に、ニュージーランドでも競馬は主にギャンブルとして発展した。そのため、各馬が平等な条件で競走する定量戦、馬齢重量戦よりも、強い馬と弱い馬のどちらも同じぐらい勝つ可能性がありそうなハンデ戦のほうが主流となった。このことは、種牡馬選定競走という意味でのクラシック競走の価値がそれほど高くないということを意味する。このため国内のダービーなどのクラシック戦を勝ったものもすぐに引退して種牡馬になるということはない。こうしたものも去勢されて騸馬になって長く競走生活を送る傾向が強く、種牡馬はもっぱらイギリスやアイルランドからの輸入に頼っていた。少なくとも1960年代半ばまでは、国内の種牡馬の95%以上がイギリス・アイルランド産だった。
19世紀の終わり頃には各主要都市や地方都市の競馬クラブが集まって駆歩競馬協議会（Racing Conference）を組織した。協議会では中長距離重視の原則をたて、この原則は少なくとも1960年代まで維持された。その結果、ウェリントンカップやオークランドカップのような2マイル（3200メートル）のハンデキャップ競走がニュージーランドで最も賞金の高い競走となった。クライストチャーチのニュージーランドカップとウェリントンのHRチャルマーズハンデがこれに続いた。また、地方の競馬クラブでは、競馬施行規則でカップ戦を1マイル1/4以上（2000メートル）で行うべしと定め、実際に11 - 12ハロン（2200 - 2400メートル）で開催した。重要な長距離戦は、競走馬の成長を待つために、晩春や夏（南半球なので12月に相当する）に行われた。馬の方も2歳の早い時期から競走に出すことはあまり行われず、3歳や4歳まで牧場で過ごして十分に成長するのを待った。
クラシック競走は、はじめに南島のクライストチャーチ（カンタベリージョッキークラブ）で始まった。すぐに北島のオークランド（1865年までは首都だった）でもこれに続いた。やがて両者の中間にあるウェリントンでもクラシック競走が行われるようになり、3箇所でそれぞれクラシックレースを行うようになった。しかし、ウェリントンに首都が移り、ウェリントンやオークランドのある北島のほうが人口が伸び、それにつれて南島の競馬は衰えた。ウェリントン、オークランドの競馬クラブがそれぞれクラシック五冠（ダービー、オークス、セントレジャー、2000ギニー、1000ギニー）を行い、クライストチャーチではダービーとオークスが行われた。これら各地のクラシックは1973年に再編された。

#### 速歩競走
速歩競馬は1870年代にサラブレッド競馬の余興として始まった。オーストラリアでは速歩競走は人気が出ずに廃れたが、南島では人気が出てアメリカン・トロッターを輸入して速歩競走が盛んになった。南島ではサラブレッドの平地競走と同じぐらい、速歩競走（繋駕速歩競走）の人気があり、現在もサラブレッド競馬を上回る高額賞金競走が盛んに行われている。

#### 障害競走
障害競走はニュージーランドの競馬の発祥の時から存在した。1841年にネルソンで置き障害を使った競走がはじまり、陸軍将校によって盛んに行われた。1904年にはニュージーランド産馬がイギリスのグランドナショナルを勝つまでになった。

### 馬券の発売

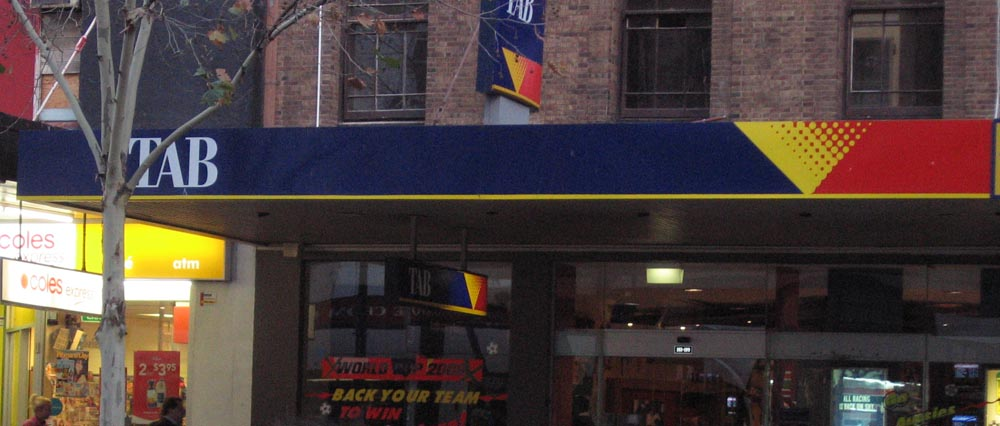
場外馬券公社（TAB）の店舗

隣国オーストラリアは「世界最大の賭博好き」と言われ、ブックメーカーによる巨額の賭博が行われていたが、それに伴って数々の不正行為が問題になっていた。
ニュージーランドでは、各地で設立された競馬会が協同して運営をするようになった。1880年には馬券の発売票数を集計する機械が発明され、翌年には賭事富くじ法を制定してパリミュチュエル方式による馬券発売を独占することに成功した。ブックメーカーはこれに反対し、非合法の馬券を売った。
しかし1949年には国民投票によって場外馬券公社（TAB）が設立されて非合法馬券の撲滅を行った。2006年現在、国内の馬券発売は、競馬場内での発売を行うニュージーランドレーシングボード（NZRB）と場外馬券公社（TAB）に限定されている。

## 歴史
- 1642年 - 西洋人によるニュージーランド発見。
- 1768年 - イギリス人、ジェームズ・クックが上陸。地図を作成。
- 1814年 - キリスト教伝来。ウマを持ち込む。
- 1835年 - 北部でニュージーランド部族連合国が独立する。
- 1840年 - ワイタンギ条約により、全土がイギリス領となる。
- 1840年 - サラブレッドの輸入がはじまる[4][5]。
- 1841年 - 北島のウェリントン、南島のネルソンで開拓記念日（ワイタンギ条約成立から1年）を祝して競馬が行われる[1][4][5]。
- 1850年ごろ - 南島のカンタベリーで競馬が始まる[5]。
- 1855年 - 南島でカンタベリージョッキークラブ（CJC）が発足[4]。
- 1860年 - 南島で速歩競馬がはじまる[4]。
- 1860年 - クライストチャーチでサラブレッドだけの競馬が開催。旧ニュージーランドダービーが創設[1][4][5]。
- 1862年 - ニュージーランド血統書が刊行。1878-1900年はオーストラリア血統書の一部となっている[4][5]。
- 1874年 - 2大カップ戦となるオークランドカップ、ウェリントンカップ創設[1][4][5]。
- 1875年 - 北島のオークランドでARCグレートノーザンダービー創設[1][4]。
- 1876年 - カンタベリーでニュージーランド・グランド・ナショナルが開催[5]。
- 1880年 - ニュージーランドでトータライザー（馬券発売集計機）が発明される[4]。
- 1883年 - 初めてニュージーランド産馬がオーストラリアのメルボルンカップに勝つ[8]。
- 1885年 - 名馬カーバイン誕生[1][4]。
- 1885年 - グレートノーザンスティープルチェイス創設。
- 1890年 - カーバインがメルボルンカップ優勝[5]。
- 1892年 - 全土の競馬会が集まってニュージーランドジョッキークラブ（NZJC）を設立[4]。
- 1897年 - NZJCがニュージーランド駆歩競馬協議会（NZRC）に改称し、中央統括機関となる[4]。
- 1899年 - 南島の速歩競馬を中心にニュージーランド速歩競馬協議会が組織され、速歩競馬を統括する[4]。
- 1900年 - ニュージーランド血統書がオーストラリア血統書から独立[4]。
- 1904年 - 初めてニュージーランド産馬モイファがイギリスのグランドナショナルに優勝[5][9][10]。
- 1926年 - 名馬ファーラップ誕生[1][4][11]。
- 1932年 - アメリカ遠征中のファーラップが毒殺される[11]。
- 1941年 - イギリス産種牡馬フォックスブリッジがチャンピオンサイヤーになる。以後11年連続1位[4]。
- 1949年 - 国民投票によって場外馬券公社（TAB）が設立される[4]。
- 1954年 - 名馬タロック誕生[4][11]。
- 1961年 - アジア競馬会議に加盟[4]。
- 1971年 - 競馬法制定。競馬公社の発足[4]。
- 1973年 - クラシック競走体系の整備。ニュージーランドダービー(旧)とグレートノーザンダービーを統合し、ニュージーランドダービーを創設。ニュージーランド2000ギニーを創設。このほか、オークスの整備、1000ギニーの創設、セントレジャーの創設。（セントレジャーは後に古馬に開放。）[4]
- 2004年 - キャピタルステークス（現スプリングクラシック）の賞金が国内で初めて100万NZドルに達する。
- 2007年 - キャピタルステークスの賞金が200万NZドルになる。
- 2008年 - カラカミリオン創設（2013年現在の国内最高賞金競走。）

## 平地競走

### 主要競馬場

#### エラズリー競馬場
エラズリー競馬場は北島の国内最大の都市オークランドにある。オークランドサラブレッドレーシング（ATR、Auckland Thoroughbred Racing）が主に競馬を開催する。
右回りの芝コースと障害コースがあり、芝コースには外回り1876メートルの“Old Course”と内回り1713メートルの“New Course”がある。
かつて1875年に創設されたグレートノーザンダービーを約100年にわたって開催していたが、南島のリカルトンパーク競馬場のニュージーランドダービーと統合され、1973年からニュージーランドダービーを開催している。
エラズリー競馬場の目玉開催は、年末年始のサマーカーニバル開催（南半球なので年末年始が真夏である）と、3月のオークランドカップウィーク開催である。サマーカーニバルはニュージランドの祝日である12月25日（クリスマス）、12月26日（ボクシング・デー）、1月1日（ニューイヤーデー）を含んで行われ、ザビールクラシックなどが行われる。ニュージーランドチャンピオンズデーには、国内2大カップ戦のオークランドカップのほか、ニュージーランドダービーなどが行われる。

##### 主な競走
- ザビールクラシック（Zabeel Classic） - G1。2000m。12月下旬。20万NZドル。創設当初は「ニュージーランドS」の名称で、後に数回競走名が変わり、1996年から2000年までは「JRAクラシック（Japan Racing Association Classic）」の名称で行われていた。
- レイルウェイステークス（Railway Stakes） - G1。3歳上。1200m。1月初旬。20万NZドル。
- ニュージーランドダービー（New Zealand Derby） - G1。3歳。2400m。3月上旬（チャンピオンズデー）。75万NZドル。1973年に従来の北島のグレートノーザンダービーと南島のニュージーランドダービーを統合して創設。当初はシーズン終盤の5月に行われていたが、現在は3月に行われる。これにより、この競走からオーストラリアンダービーを目指すことが可能になった。
- オークランドカップ（Auckland Cup） - G2。3歳上。3200m。3月上旬（チャンピオンズデー）。50万NZドル。1874年創設で国内最古級。ウェリントンカップとあわせて2大カップ戦をなす。
- システマステークス（Sistema Stakes） -G1。2歳。1200m。3月上旬（チャンピオンズデー）。20万NZドル。2016年までは「ダイヤモンドステークス」として施行されていた。
- ニュージーランドステークス（New Zealand Stakes） -G1。3歳上。2000m。3月上旬（チャンピオンズデー）。20万NZドル。
- ブリーダーズステークス（NZ Thoroughbred Breeders Stakes）- G1。3歳以上牝馬。1600m。3月上旬（チャンピオンズデー）。20万NZドル。牝馬限定のG1戦で、当初はG2戦だったが2002年にG1に昇格した。日本との関連では、2005年に優勝したロッカバブル（Rockabubble）がバブルガムフェローの産駒である[13]。2019年まではテアロハ競馬場で開催されていたが、2021年・2022年はテラパ競馬場、2023年はプケコヘ競馬場でそれぞれ開催され、2024年よりエラズリー競馬場での開催に移行した。
- イースターハンデキャップ（Easter Handicap） -G3。3歳上。ハンデ。4月。1600m。20万NZドル。
- カラカミリオン（Karaka Million）- LR。2歳。1200m。ハンデ戦。出走できるのはカラカで行われるセリ市で売買された馬に限られているため、グレード制の外にあるが、賞金100万NZドルで、2013年現在国内最高賞金の競走。

#### トレンサム競馬場
トレンサム競馬場は首都ウェリントン郊外にある。ウェリントン競馬会（WRC、Wellington Racing Club）がもっぱら競馬を開催する。メインシーズン以外の時期には、他の団体がトレンサム競馬場で競馬を開催することもある。
左回りの芝コースは1周2000メートルで、障害コースも併設されている。

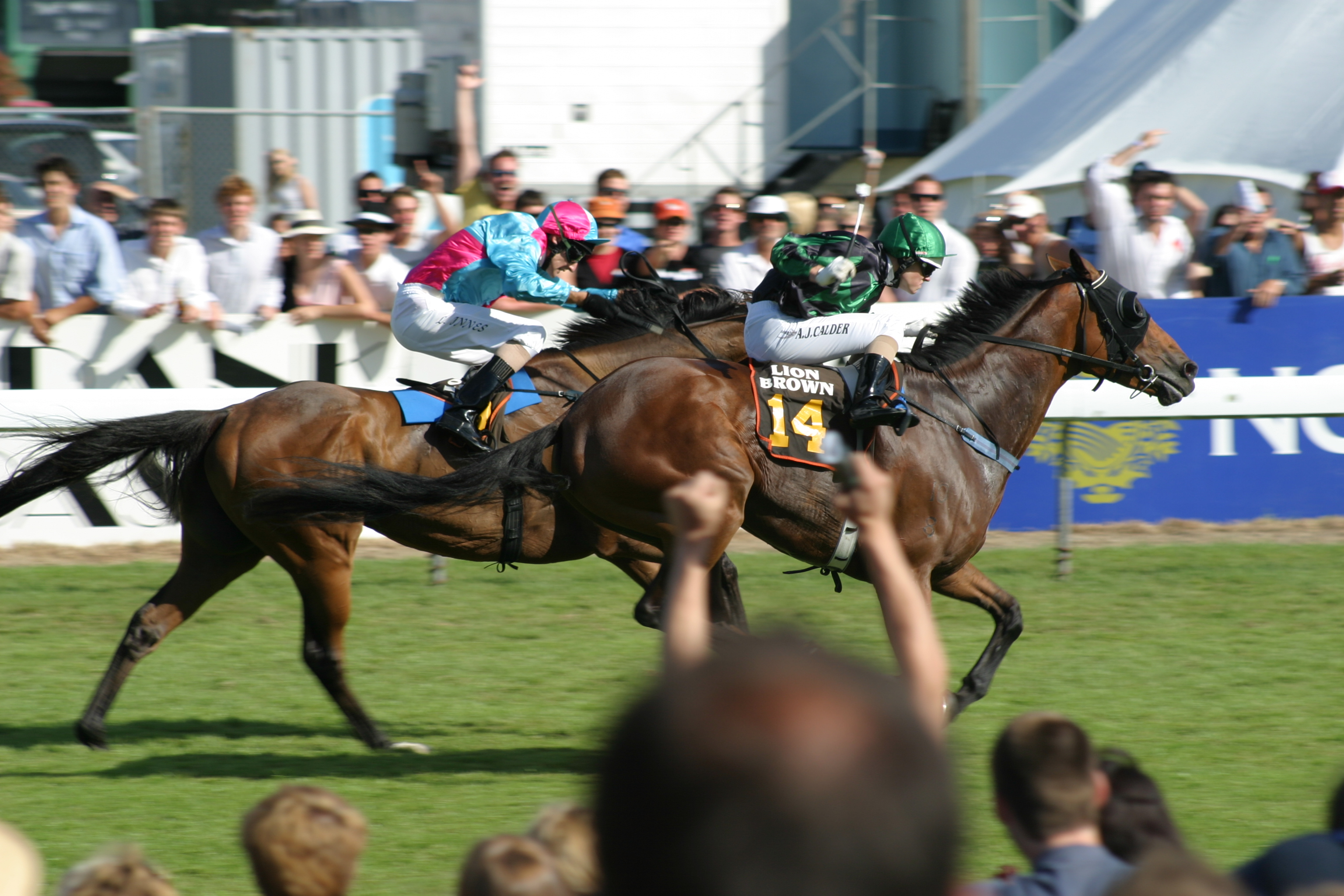
国内屈指の歴史を持つウェリントンカップ（2004年）

1月のウェリントンカップ・カーニバル開催では、伝統的なウェリントンカップ（Wellington Cup）が行われるほか、テレグラフハンデ（Telegraph Handicap、G1）、ソーンドンマイル（Thorndon Mile、G1）が行われる。
このほか主要な競走は、ニュージーランドオークスなど。

##### 主な競走
※2024/2025シーズンの施行時期と賞金に基づく。
- キャプテンクックステークス（Captain Cook Stakes） - G1。3歳上。1600m。20万NZドル。以前は秋（3月）や春（10月）に行われていたが、現在は12月上旬（夏）に開催される。
- テレグラフハンデキャップ（Telegraph Handicap） - G1。3歳上。1200m。ハンデ。1月中旬（ウェリントンCカーニバル）。25万NZドル。
- レヴィンクラシック（Levin Classic） - G2。3歳。1400m。旧名ベイヤークラシック（Bayer Classic）。1月中旬（ウェリントンCカーニバル）。24万NZドル。前身はレヴィン競馬場で創設された「レヴィン・ターフクラシック」だが、レヴィン競馬場の閉鎖により、トレンサム競馬場で行われている。20年ほどBayer社のスポンサーにより「ベイヤークラシック」の名で行われてきたが、2000年代に現在の名称になった。2024年までは芝1600mのG1競走として行われていた。
- ウェリントンカップ（Wellington Cup）- G3。3歳上。3200m。ハンデ。20万NZドル。1月中旬（ウェリントンCカーニバル）。1874年創設で国内最古級。オークランドカップと2大カップ戦をなす。創設時は3200m。その後2400mで50年ほど行われ、1970年代から再び3200mに延長された。2009年には再度短縮されて2400mで行われ、2016年より3200メートルになる[16]。
- ソーンドンマイル（Thorndon Mile） - G1。3歳上。1600m。ハンデ。20万NZドル。1月中旬（ウェリントンCカーニバル）。旧名ジャルダンマイルハンデ（Jarden Mile Handicap）。
- ニュージーランドオークス（New Zealand Oaks） - G1。3歳牝。2400m。30万NZドル。3月中旬。当初はウェリントンオークスの名称で行われていたが、1973年のクラシック編成で改装され、1974年からは現在の名称で行われている。

#### リカルトンパーク競馬場
リカルトンパーク競馬場（もしくはリッカートン競馬場）は南島の代表都市クライストチャーチにある。カンタベリー・ジョッキー・クラブ（CJC、Canterbury Jocky Club）がもっぱら競馬を開催する。1855年から競馬を開催しており、国内最古級の歴史をもつ。
11月に開催される「ニュージーランドカップウィーク」が最大のイベントで、この開催では、3200mのニュージーランドカップ（賞金22万ドル）、3歳のニュージーランド2000ギニー（40万ドル）、ニュージーランド1000ギニー（30万ドル）が行われる。このイベント開催中には、同じクライストチャーチにあるアディントン繋駕競走場でも国内最大の繋駕速歩競走であるニュージーランドトロッティングカップ（賞金75万ドル）が行われる。
リカルトンパーク競馬場では、かつて旧ニュージーランドダービーが開催されていた。これらの競走は1860年まで遡る国内最古級の競走で、100年以上の歴史があった。1973年に、北島で行われていたグレートノーザンダービーと統合され、それ以降はオークランドのエラズリー競馬場で「ニュージーランドダービー」が、ウェリントンのトレンサム競馬場で「ニュージーランドオークス」が行われることになった。リカルトンパーク競馬場ではこの年から、ニュージーランド2000ギニー、ニュージーランド1000ギニーが創設されて、両レースがリカルトンパーク競馬場の3歳戦の主要競走に位置づけられている。

##### 主な競走
※2013/2014シーズンの施行時期と賞金に基づく。
- ニュージーランド2000ギニー（New Zealand 2000 Guineas） - G1。3歳。1600m。40万NZドル。11月上旬（ニュージーランドCウィーク）。1973年のクラシック再編で創設された。
- ニュージーランド1000ギニー（New Zealand 1000 Guineas） - G1。3歳牝。1600m。30万NZドル。11月中旬（ニュージーランドCウィーク）。1973年のクラシック再編で創設された。
- ニュージーランドカップ（New Zealand Cup） - G3。3歳上。3200m。ハンデ。25万NZドル。1865年創設で国内最古級の長距離重賞。2013年現在はG3戦だが、賞金はG1戦を越える。

### その他の競馬場

#### ヘイスティングス競馬場
ヘイスティングス競馬場は、ホークスベイのヘイスティングスにある。
ホークスベイ・スプリングカーニバル（南半球なので9月が春）に行われるG1競走の3連戦は“ホークスベイ三冠（the Hawke's Bay Triple Crown）”と称される。（3歳戦ではないのでクラシック三冠という意味ではない。）
9月上旬のチャレンジS（旧名マッジウェイS）、9月下旬のウィンザーパークP（旧名ストーニーブリッジS）、10月初旬のスプリングクラシック（旧名キャピタルS）がこれにあたる。

##### 主な競走
- スプリングクラシック（Spring Classic）- G1。3歳以上。2040m。以前の競走名はキャピタルステークス（Capital Stakes）で、かつて国内最高賞金を誇った。2007年の賞金は200万NZドル。2011年は30万NZドル。
- チャレンジステークス（Challenge Stakes） - G1。3歳以上。1400m。9月上旬に開催される。2003年にG2からG1に格上げされて以来、ニュージーランドの競馬シーズン最初のG1競走として知られる。 旧名「マッジウェイステークス（Mudgway Stakes）」。2017年「タージノトロフィー」に改称した。
- ウィンザーパークプレート（Windsor Park Plate） - G1。3歳上。1600m。9月下旬。旧名ストーニーブリッジステークス（Stoney Bridge Stakes）。ホーリックスプレートとも呼ばれていた。
- ホークスベイギニーズ（Hawke's Bay Guineas） - 3歳戦。1400m。以前の名称は「G.R.Keltメモリアル」。ニュージーランド2000ギニーの前哨戦だが、オーストラリアからの遠征馬による勝利も多い。

#### テラパ競馬場
テラパ競馬場（Te Rapa）は北島のハミルトンにある。ハミルトンのあるワイカト地方はニュージーランドの馬産の中心地で、“ニュージーランドのケンタッキー”と称される。
テラパ競馬場は左回りの1周1788mで、400mの直線を備えている。
テラパ競馬場では、もっぱらワイカト・レーシングクラブが競馬を開催するが、年に数回、ケンブリッジジョッキークラブとタウマルヌイ・クラブも競馬を行なう。

##### 主な競走
※2013/2014シーズンの施行時期と賞金に基づく。
- ワイカトタイムズ・ゴールドカップ（Waikato Times Gold Cup） - G3。3歳上。2400m。ハンデ。10万NZドル。12月中旬。
- CALイスズステークス（CAL Isuzu Stakes） - G2。3歳上牡牝。1600m。8.5万NZドル。12月中旬。
- ワイカトギニーズ（Waikato Guineas） - G2。2000m。3歳。10万NZドル。2月初旬。
- ハービーダイクステークス（Herbie Dyke Stakes） - G1。3歳上。2000m。20万NZドル。2月上旬。旧名ニュージーランドインターナショナルステークス（New Zealand International Stakes）。ニュージーランドインターナショナルステークスは、1970年に創設以来、馬齢重量戦としては国内有数の競走で、前年に死去したハービー・ダイクを記念して2013年にハービーダイクSに改称した。ハービー・ダイクはワイカト地方で自動車販売業で成功した実業家で、50年以上にわたってワイカトレーシングクラブの会員となって、G1を含む多くの勝馬を所有した。ダイクはワイカトレーシングクラブの会長や、NZRCのワイカト地区代表を務め、2012年に死去した[19]。
- ワイカトスプリント（Waikato Sprint） - G1。3歳上。1400m。20万NZドル。2月上旬。
- サートリストラムフィリークラシック（Sir Tristram Fillies Classic） - G2。3歳牝。2000m。10万NZドル。2月上旬。

#### アワプニ競馬場
アワプニ競馬場（Awapuni Racecouse）は北島のパーマストンノースにある。一周1800メートルで400メートルの直線コースを持つ。
アワプニ競馬場では4つの団体が競馬を開催しているが、中でも有名なのが秋（3月 - 4月）に行われるサイヤーズプロデュースステークスとアワプニゴールドカップである。
- サイヤーズプロデュースステークス（Manawatu Sires Produce Stakes） - G1。2歳。1400メートル。22.5万NZドル。1908年創設。シーズンの終盤に開催され、2歳チャンピオン決定戦として定着している。2歳チャンピオン決定戦としての「サイヤーズプロデュースステークス」という名称の競走はオセアニアの各地で行われるため[20]、本競走を区別して「マナワツサイヤーズプロデュースステークス」（マナワツは運営する競馬会名）、スポンサー名を冠して呼称することなどがある。レース当日はほかにも重賞が組まれ、1日の賞金総額55万NZドルは国内でも有数のイベントである。
- アワプニゴールドカップ（Awapuni Gold Cup） - G2。3歳以上。2000メートル。10万NZドル。1915年創設。G2戦だが、シーズン終盤に行われる、ハンデ戦ではない中距離の重賞として長く定着しており、歴代勝馬にはニュージーランドの殿堂馬が数多くいる。

#### オタキ競馬場
オタキ競馬場（Otaki Racecourse）は北島のウェリントンから40キロの北のオタキにある。1886年に結成されたオタキ＝マオリ・レーシングクラブ（OMRC）が主に競馬を開催している。
オタキ競馬場で有名な競走は、2013年現在「ハウヌイファームWFAクラシック」の名称で行われているG1競走である。
- ハウヌイファームWFAクラシック（Haunui Farm WFA Classic） - G1。3歳上。1600メートル。2月下旬。このG1競走は、スポンサーの交代により頻繁に名称が変わっている。創設時は「OMRCテラスリージェンシーホテルWFA」の名称で10年ほど行われた。その後3度の名称変更を経て、2011年からはハウヌイファームがスポンサーになって現在の名称で行われている。「WFA」は「Weight for Age」すなわち馬齢重量戦を意味し、ハンデ戦の多いニュージーランドの重賞としては珍しい。日本との関連では、1991年の優勝馬ラフハビットが、その年のジャパンカップに来日して好走したことがある[21][22][23]。

#### テアロハ競馬場
テアロハ競馬場（Te Aroha Racecourse）は北島のワイカト地方のはずれにあるテアロハにある。
この競馬場では、かつてニュージーランドブリーダーズステークスが開催されていた。

#### アヴォンデール競馬場
アヴォンデール競馬場（Avondale Racecouse）はオークランド近郊にあり、アヴォンデール・ジョッキークラブ（Avondale Jockey Club）が運営している。一周1800メートル、直線450メートルの右回りのコースをもつ。
アヴォンデール・ジョッキークラブは1889年に創立され、1890年に初開催された。2000年代には経営上の問題から開催が休止されたが、2012/2013シーズンから再開された。
- 主な競走
  - アヴォンデールカップ（Avondale Cup）　G2 - 1890年創設。旧アヴォンデールゴールドカップ（Avondale Gold Cup）。タロックが4連覇したことでも知られる。往時はニュージーランドを代表するG1戦（2200メートル）だったが、競馬場が閉鎖されたあとはエラズリー競馬場で2400メートルのG2戦として名を残している[1][28][29][30]。

### 主要競走

#### 2歳戦
- カラカミリオン（英語版）

2013年現在、ニュージーランド国内で最高賞金の競走である。
賞金は100万NZドルで、芝1200メートルのハンデ戦。2008年に創設された。出走できるのは、オークランド近郊のカラカで行われる1歳馬のセリ市（カラカセール）で売買された競走馬に限られる。この制約のためグループ制の上では格付けされず、LRの扱いである。優勝馬や出走馬を上場した生産者にも賞金が出る。
日本との関連では、2012年の優勝馬オッカムズレイザー（Ockham's Razor）は、北海道・早来町産のシャドーレイの産駒だった。
- システマステークス

シーズン終盤の3月に行われる、1200メートルのG1戦。以前は「エラズリーサイヤーズプロデュースステークス」、2016年までは「ダイヤモンドステークス」の名前で行われていた。ここの上位馬が、続くマヌワツサイヤーズプロデュースステークスで有力視される。
- サイヤーズプロデュースステークス

ニュージーランドを代表する2歳戦。1400メートルのG1。3月から4月に行われ、1908年に創設されて以来、国内2歳チャンピオンの決定戦となっている。「サイヤーズプロデュースS」という名称の2歳戦はオーストラリアなど各地で行われているため、本競走を区別するため「マナワツサイヤーズプロデュースS」などと呼称することも多い。

#### 3歳戦
- ニュージーランドダービー

1973年に、北島のグレートノーザンダービー（ARCダービー）と南島のニュージーランドダービー（CJCダービー）を統合して誕生した。統合後は北島のエラズリー競馬場で開催されている。
創設時はシーズン終盤の5月に施行され、国内3歳戦の総決算の色合いが濃かったが、サマーカーニバル（年末年始）の開催にかわり、さらに近年は3月のオークランドカップウィークに行われるようになった。この結果、ニュージーランドダービーをステップに、数週間後にオーストラリアで開催されるオーストラリアンダービー（旧名AJCダービー）に出走できるようになった。
- ニュージーランド2000ギニー

1973年に南島に創設された3歳戦。1973年のクラシック再編で、北島のグレートノーザンダービーと南島のニュージーランドダービーを統合し、北島にニュージーランドダービーを後継競走とした。このとき、ダービーがなくなる南島のリカルトンパーク競馬場には、新たに2000ギニーが創設された。
- ニュージーランドオークス

かつて、南島ではクライストチャーチのリカルトンパーク競馬場でオークスが行われ、北島ではウェリントンでウェリントンオークスとして行われていた。1973年のクラシック再編時に統合されてニュージーランドオークスに改められ、ウェリントンのトレンサム競馬場で開催するようになった。
南島にはこの時に1000ギニーが創設された。
- ニュージーランド1000ギニー

1973年のクラシック再編で、南島と北島のオークスを統合し、北島のトレンサム競馬場のニュージーランドオークスが創設された。
この時、南島のリカルトンパーク競馬場には、新たにニュージーランド1000ギニーが創設された。

#### 3歳以上
- スプリングクラシック

スプリングクラシックの前身であるキャピタルステークスは、かつてニュージーランド国内最高賞金を誇った競走。北島の東海岸にあるヘイスティングス競馬場の名物競走で、芝10ハロン（約2040メートル）。スポンサー企業のケルトキャピタルリミテッド社（Kelt Capital Limited）が出資し、2004年には国内史上初の100万NZドル競走になり、その後も賞金が増え続けて最盛期の2007、2008年には200万NZドルに達した。しかし翌年から賞金は減少に転じ、2009年には120万NZドルになり、さらに2010年にはケルト社がスポンサーから撤退して賞金は25万NZドルにまで減り、競走名も「スプリングクラシック」に改称した。
- ザビールクラシック

古馬の中距離（2000メートル）G1。創設当初は「ニュージーランドS」の名称で行われ、日本との関連では、ホーリックスがこの競走を勝った後ジャパンカップに来日して優勝した。たびたび競走名が変わっており、1996年から2000年まではJRAがスポンサーとなって「JRAクラシック（Japan Racing Association Classic）」の名称で行われていた。
- オークランドカップ

1874年に創設された長距離戦で、同時に創設されたウェリントンカップとあわせて2大カップ戦となっている。
2022年現在は3200メートルのG2戦で、賞金額50万NZドルは国内有数の高額賞金である。
- ウェリントンカップ

1874年に創設された競走で、オークランドカップとあわせて2大カップ戦とされている。当初は2マイル（約3200メートル）だったが、後に1マイル半（約2400メートル）に短縮になった。2400メートル時代は50年ほど続いたが、1970年代にふたたび3200メートルになった。
2009年に2400メートルに改められた。2017年現在はG3戦であるが、賞金の20万NZドルは国内のG1戦と全く同等で、トレンサム競馬場のウェリントンカップカーニバル開催の中心競走となっている。
2016年より3200メートルになる。
- レイルウェイステークス

3歳以上のスプリント戦で、G1。1890年に創設され、現在は真夏の1月1日（ニューイヤーズデイ）に行われる。
同名の競走がオーストラリアのアスコット競馬場（1600メートルのハンデ戦。G1）やアイルランドのカラ競馬場（2歳戦のG2）でも行われている。

#### 主要競走日程
- 2024/2025シーズン
- G1競走のみ（一部を除く）
- 本表では省略したが、競馬場によっては7月まで開催を行っている。

| 月 | 時期 | 2歳戦                     | 3歳戦      | 短距離戦                      | 中距離戦                                      | 長距離戦 |
| -- | ---- | ------------------------- | ---------- | ----------------------------- | --------------------------------------------- | -------- |
| 8  | 上   | -                         | -          | -                             | -                                             | -        |
| 8  | 中   | -                         | -          | -                             | -                                             | -        |
| 8  | 下   | -                         | -          | -                             | -                                             | -        |
| 9  | 上   | -                         | -          | チャレンジS                   | -                                             | -        |
| 9  | 中   | -                         | -          | -                             | -                                             | -        |
| 9  | 下   | -                         | -          | ウィンザーパークP             | -                                             | -        |
| 10 | 上   | -                         | -          | -                             | スプリングクラシック （旧名キャピタルS）      | -        |
| 10 | 中   | -                         | -          | -                             | -                                             | -        |
| 10 | 下   | -                         | -          | -                             | -                                             | -        |
| 11 | 上   | -                         | 2000ギニー | -                             | -                                             | -        |
| 11 | 中   | -                         | 1000ギニー | -                             | -                                             | -        |
| 11 | 下   | -                         | -          | -                             | -                                             | -        |
| 12 | 上   | -                         | -          | キャプテンクックS             | -                                             | -        |
| 12 | 中   | -                         | -          | -                             | ザビールクラシック （旧名JRAクラシック）      | -        |
| 12 | 下   | -                         | -          | -                             | -                                             | -        |
| 1  | 上   | -                         | -          | レイルウェイS                 | -                                             | -        |
| 1  | 中   | -                         | -          | テレグラフH                   | -                                             | -        |
| 1  | 下   | カラカミリオン            | -          | ソーンドンマイル              | -                                             | -        |
| 2  | 上   | -                         | -          | -                             | -                                             | -        |
| 2  | 中   | -                         | -          | ワイカトスプリント            | ハービーダイクS （旧名NZインターナショナルS） | -        |
| 2  | 下   | -                         | -          | ハウヌイファームWFAクラシック | -                                             | -        |
| 3  | 上   | システマS                 | NZダービー | NZブリーダーズS               | ニュージーランドS                             |          |
| 3  | 中   | -                         | NZオークス | -                             | -                                             | -        |
| 3  | 下   | NZサイヤーズプロデュースS | -          | -                             | -                                             | -        |
| 4  | 上   | -                         | -          | -                             | -                                             | -        |
| 4  | 中   | -                         | -          | -                             | -                                             | -        |
| 4  | 下   | -                         | -          | -                             | -                                             | -        |

### 著名馬
（ニュージーランド殿堂馬のみ）

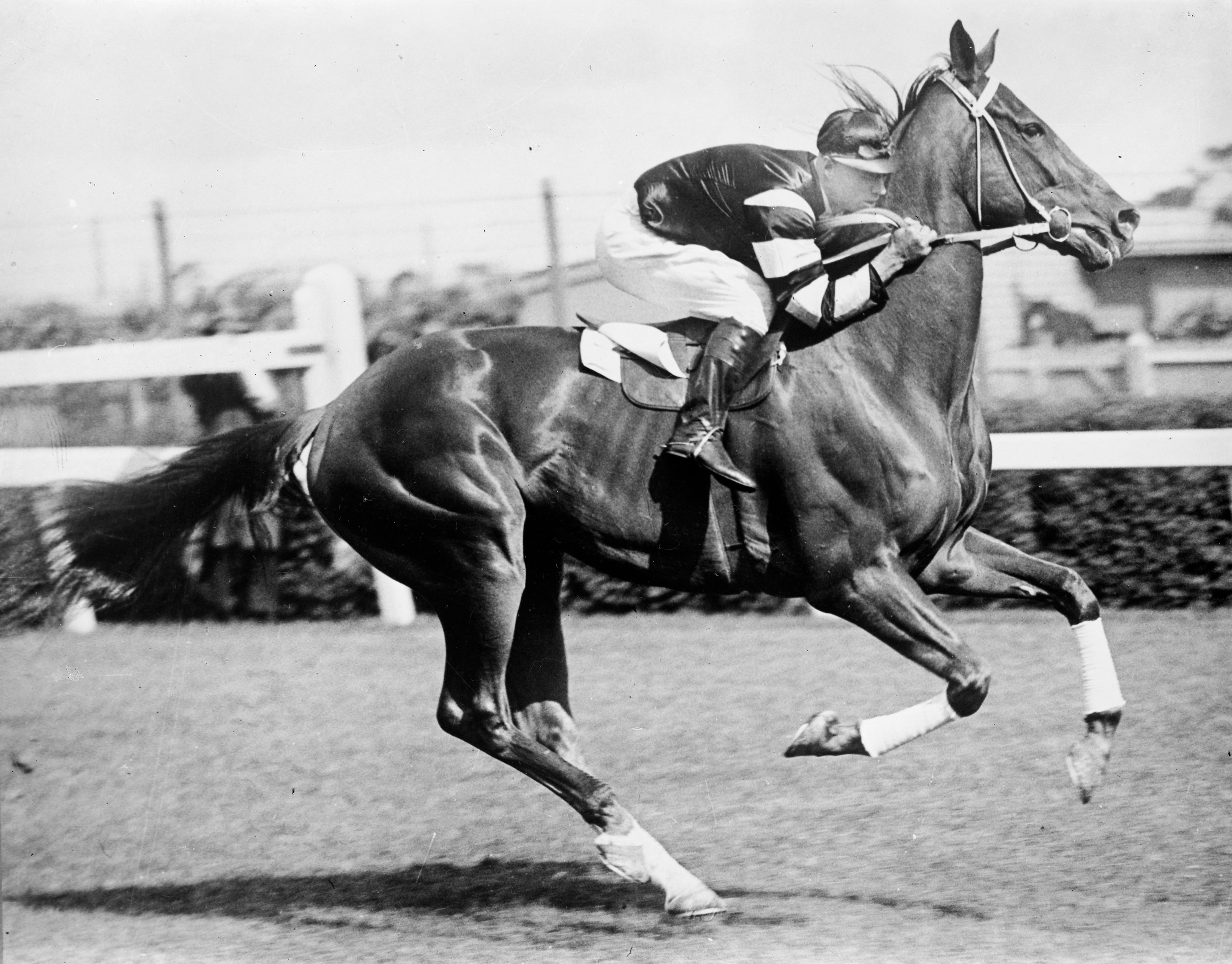
ニュージーランドを代表する名馬ファーラップ

- カーバイン - NZ産。1885年生。43戦33勝。
- ファーラップ - NZ産。1926年生。51戦37勝。「Red Terror」
- サンライン - NZ産。1995年生。48戦32勝。コックスプレート連覇。香港マイル。
- グローミング - AUS産。1915年生。67戦57勝。NZダービー（旧）、グレートノーザンダービー
- キンダガートン - NZ産。1937年生。35戦25勝。ウェリントンC、オークランドC、グレートノーザンダービー
- バルメリノ - NZ産。1972年生。46戦22勝。NZダービー、NZ2000G、凱旋門賞2着。
- デザートゴールド - NZ産。1912年生。59戦36勝。グレートノーザンダービー、グレートノーザンフォールS　など
- フォックスブリッジ - GB産。ニュージランドで種牡馬。11シーズン連続チャンピオンサイヤー。
- メインブラス - NZ産。1947年生。25戦23勝。グレートノーザンギニーズ、グレートノーザンダービー
- ライジングファスト - NZ産。68戦24勝。オーストラリアでも殿堂馬。
- サートリストラム - NZ種牡馬チャンピオン7回。
- タロック - NZ産。53戦36勝。オーストラリアでも殿堂馬。
- グレイウェイ - NZ産。164戦51勝。イースターHなど。
- デフォルター - NZダービー、ウェリントンカップ。
- ホーリックス - ジャパンカップ優勝馬。
- ユロジー - GB産。20世紀初頭の名繁殖牝馬。13頭の勝馬を産み、特に優秀な4頭の産駒で3歳クラシック戦を10勝した。ショーゲート、ボーンクラッシャー等の牝祖。
- ボーンクラッシャー - NZ産。44戦18勝。オーストラリア年度代表馬。1986年にジャパンカップに来日するも肺炎で取消し。7歳になった1988年にホーリックスを破ってオセアニア代表として再来日、ジャパンカップに出走した（優勝馬から0.7秒差の8着。）。
- レッドクレイズ - NZ産。85戦32勝。コックスプレートほか。
- ショーゲート - NZ産。51戦30勝。NZ年度代表馬2回。
- ラフハビット -NZ産。74戦29勝。NZ年度代表馬2回。
- ザビール -NZ産。19戦7勝。オーストラリアンギニーほか。NZリーディングサイアー4回、AUSリーディングサイアー2回。
  - 本節の出典は ニュージーランド競馬名誉の殿堂 公式HP 2013年11月1日閲覧。

## 繋駕速歩競走
ニュージーランドでは、平地競走と同様に繋駕速歩競走も人気がある。もっぱらスタンダードブレッド種によって行われている。
最も賞金の高い競走はニュージーランド・トロッティングカップで、賞金総額はピーク時で120万NZドル（2008年）で、繋駕競走としては世界最高賞金だった。2013年現在では75万NZドルの賞金になっている。

### 主要な競走

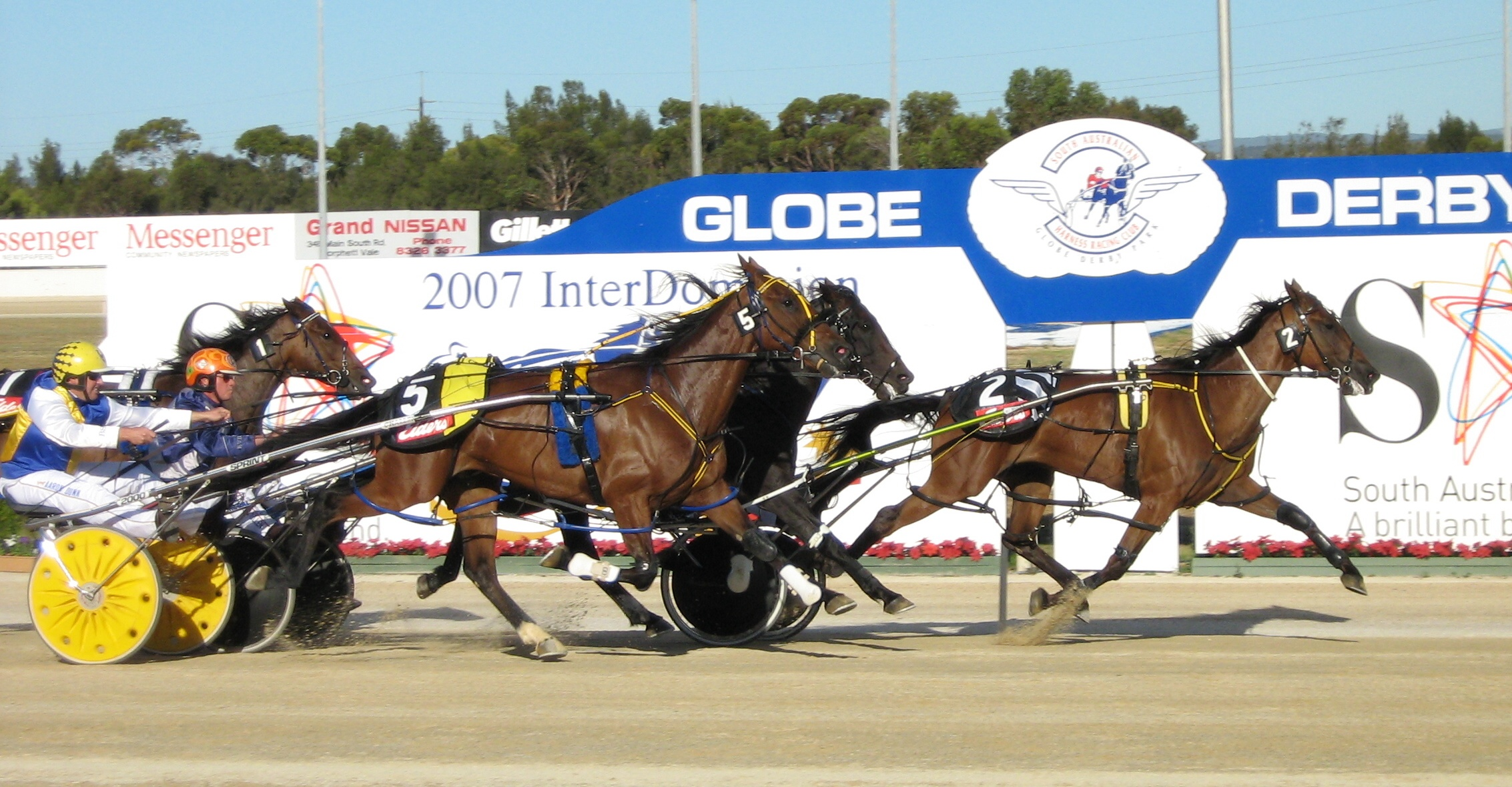
2007年のインタードミニオン

- オークランド・トロッティング・カップ（Auckland Trotting Cup）40万NZドル
- グレートノーザンダービー（Great Nothern Derby）　40万NZドル
- ニュージーランドトロッティングダービー（New Zealand Trotting Derby）30万NZドル
- ロウカップ（Rowe Cup）　30万NZドル
- ドミニオンハンデ（Dominion）20万NZドル
- ニュージーランドフリーフォーオール（New Zealand Free For All）20万NZドル
- ノエルJテイラー記念マイル（Noel J Taylor Memorial Mile）　10万NZドル
- ニュージーランド・メッセンジャー・チャンピオンシップ（New Zealand Messenger Championship）　15万NZドル
- ニュージーランドサイヤーズステークス　New Zealand Sires Stakes 3yo Final
- インタードミニオン（Inter Dominion）オーストラリアとニュージーランドで持ち回りで行われる繋駕競走のイベント。2週間にわたり、スプリント（1600-1900メートル）、中距離（2100-2300メートル）、長距離（2400メートル以上）の部門別にヒート戦を行い、決勝戦を行なう。決勝の賞金は100万NZドルに達したこともある。

### 著名馬
※殿堂馬のみ。
- カーディガンベイ（Cardigan Bay） - NZ産。全米チャンピオン2回。1968年に100万ドル達成。
- ロバラン（Robalan） - 39勝。年度代表馬。
- ヤングキン（Young Quinn） - 59勝。

## 障害競走
- グレートノーザンハードル
- グレートノーザンスティープルチェイス
- ウェリントンハードル
- ウェリントンスティープルチェイス
- グランドナショナルハードル
- グランドナショナルスティープルチェイス

## 日本への遠征
→詳細は「海外調教馬による日本への遠征」を参照。